# Герб Віли-Нови-де-Фамалікана
Ге́рб Ві́ли-Но́ви-де-Фамаліка́на — офіційний символ міста Віла-Нова-де-Фамалікан, Португалія. Використовується як територіальний герб. У срібному щиті чорна балка із трьома золотими гранатами, які мають червоне насіння. У голові щита два зелених виноградних грона з листям, знизу щита — одне гроно такого ж кольору. Щит увінчує срібна мурована міська корона з п'ятьма вежами.  Під щитом біла стрічка, на якій великими літерами напис португальською: «Vila Nova de Famalicão» (Віла-Нова-де-Фамалікан).  Офіційно затверджений 14 серпня 1985 року. Створений на основі попереднього містечкового герба, ухваленого 21 листопада 1935 року. 

## Галерея

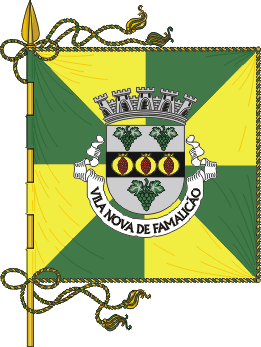
Прапор
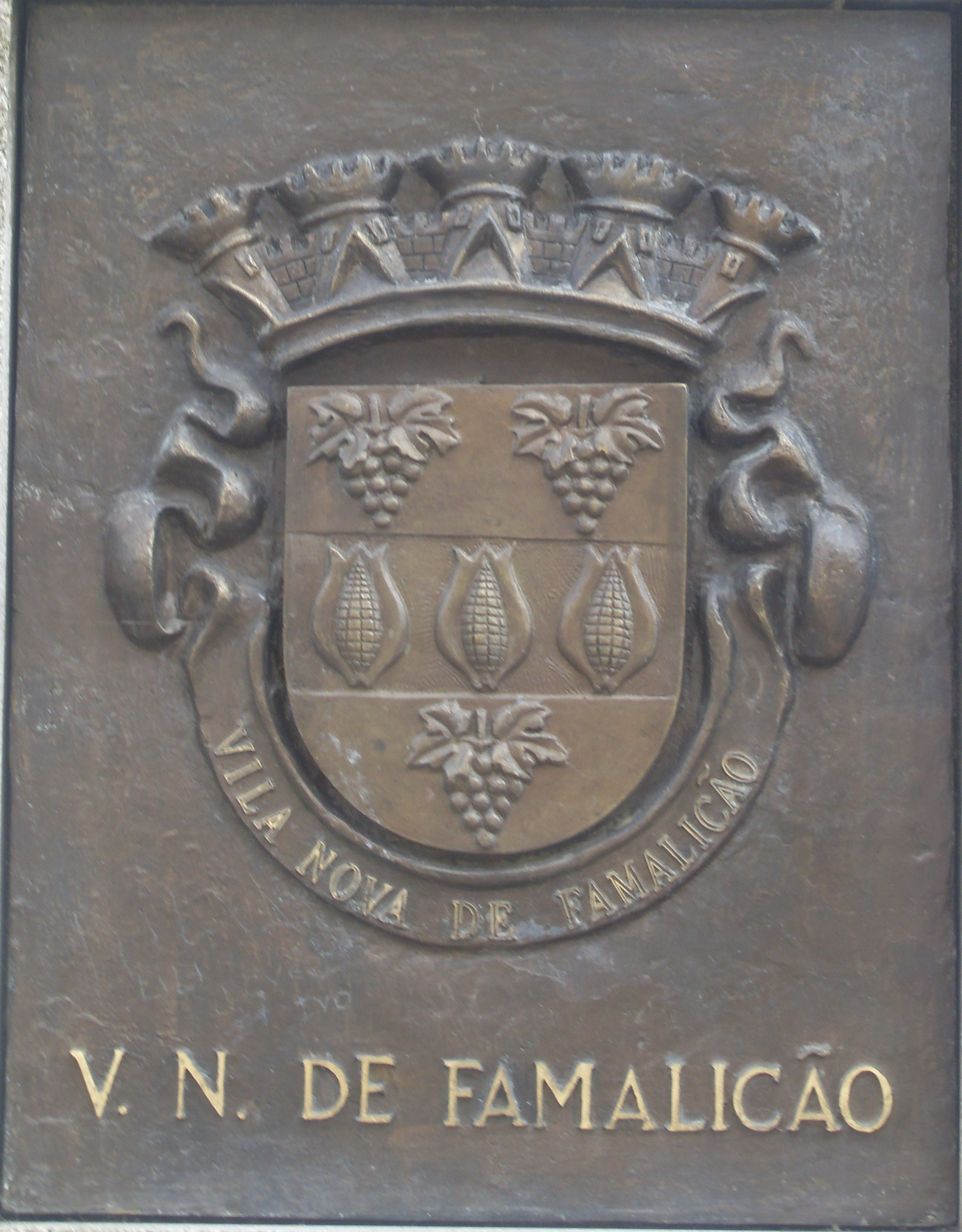
Герб (2001)